# Déjà !
 (août 2024).
Déjà! est un poème en prose de Charles Baudelaire, le trente-quatrième du recueil Le Spleen de Paris (1869), également connu sous le nom de Petits Poèmes en prose. Il évoque un retour sur la terre ferme après un long voyage en mer, et les perceptions différentes qu'en ont le narrateur et les passagers.

## Sujet
Le poème prend la forme d'un récit évoquant des voyageurs depuis plusieurs jours sur un bateau en pleine mer et qui ont hâte de voir enfin la terre — à l'exception néanmoins du narrateur. Ce dernier en effet est « triste, inconcevablement triste » de retrouver la terre ferme. Il déclare :  « En disant adieu à cette incomparable beauté, je me sentais abattu jusqu'à la mort; et c'est pourquoi quand chacun de mes compagnons dit : "Enfin !" je ne pus crier que "Déjà !" »

## Interprétations
Si le thème de la mer est assez fréquent dans Les Fleurs du Mal, il est rare dans les Poèmes en prose, où on ne le trouve que dans Le Port (n° XLI). On peut trouver dans Déjà ! une structure ternaire avec 1) le voyage en mer et les voyageurs ; 2) un rivage apparaît, et l'on entrevoit qu'il s'agit d'une très belle terre; 3) la joie se lit sur les voyageurs, tandis que le narrateur exprime sa tristesse.
Il est aussi possible que ce texte trouve une source d'inspiration dans le journalisme, dont certaines contraintes propres aux différents genres journalistiques apparaissent dans des poèmes du Spleen de Paris. En l'occurrence, il s'agirait de la catégorie « récit de voyage », dont on retrouverait un écho dans Déjà !, sur un mode allégorique, dans le cliché du voyageur qui retrouve la terre ferme après un long voyage en haute mer. Sans évoquer de tels liens, le poète et critique littéraire Jean-Luc Steinmetz a d'ailleurs noté que ce poème peut évoquer le voyage de Baudelaire vers les îles Maurice et Bourbon en 1841.
Mais, selon une autre interprétation, la trame narrative très simple et sans péripétie du poème laisse entendre que Baudelaire ne s'intéresse pas tant à une histoire — fût-elle en partie autobiographique — qu'à une vision poétique du monde : l'opposition entre, d'un côté, le poète et, de l'autre, les passagers qui apparaissent comme une foule grincheuse et geignarde. Ils sont comme des animaux inquiets: « Tous étaient si affolés par l’image de la terre absente, qu’ils auraient, je crois, mangé de l’herbe avec plus d’enthousiasme que les bêtes. » Face à cette masse, le poète apparaît comme le solitaire incompris, opposition très nettement marquée par le début du paragraphe qui suit la description de la joie qu'éprouvent les passagers à la vue de la terre ferme (italiques ajoutés) : « Moi seul j’étais triste, inconcevablement triste. » Car aux yeux du narrateur (et donc du poète), les flots apparaissent comme un monde extraordinaire, et il ne peut :  « (...) [se] détacher de cette mer si monstrueusement effrayante, de cette mer si infiniment variée dans son effrayante simplicité (...) ». Elle offre au poète un spectacle infini en paraissant « contenir en elle (...) les humeurs, les agonies et les extases de toutes les âmes qui ont vécu, qui vivent et qui vivront ! »
Toutefois, même s'il loue la splendeur de la mer, Baudelaire n'ignore pas la beauté de la terre, dont il vante par deux fois les qualités, évoquant une sorte de pays de Cocagne, où « tout n’est qu’ordre et beauté, / luxe, calme et volupté », selon les deux vers qui terminent l'Invitation au voyage des Fleurs du Mal.
On a aussi vu dans ce poème — et l'interprétation est fort différente de la précédente — le thème de l'isolement involontaire du poète face à la société.  Le « Déjà ! » du narrateur marque la peur de ce dernier de retourner à la solitude, et même s'il désire rester avec les autres sur le navire, il n'y parvient pas. Le bateau est une sorte de microcosme, et la terre représente la maison. Le navire est une sorte de monde intérieur microcosmique, tandis que les passagers représentent la société. Mais la perception du voyage chez le narrateur est totalement différente de celle des passagers, et ainsi de celle de la « société ».